# Temmincksryle
Temmincksryle (Calidris temminckii) er en vadefugl, der kun ses fåtalligt som trækgæst i Danmark. Den overvintrer i Sahel-regionen i Vest- og Centralafrika. Temmincksryle er opkaldt efter den hollandske zoolog Coenraad Jacob Temminck (1778-1858).
Temmincksryle er på størrelse med dværgryle, men har lyst grønlige ben. Fjerdragten er altid grålig med en brysttegning, der minder om mudderklirens, og den har altid hvid bug.
- Temmincksryle i vinterdragt
- Temminckrylens æg